# Dieses Buch wird Ihr Leben retten
Dieses Buch wird Ihr Leben retten (Originaltitel: This Book Will Save Your Life) ist der Titel eines Buches der amerikanischen Autorin A. M. Homes aus dem Jahre 2006. Eine deutsche Fassung lag 2007 in der Übersetzung von Clara Drechsler und Harald Hellmann vor.
Der Roman erzählt die plötzliche Lebenswendung des erfolgreichen Aktienspekulanten Richard Novak, nachdem er die Kontrolle über sein Leben durch schlagartig auftretende Schmerzen verliert.

## Inhalt
Richard Novak lebt in Los Angeles. Als zur Ruhe gesetzter, reicher Aktienhändler hat er ausgesorgt. In seiner Villa mit Aussicht über die Stadt genießt er die Vollversorgung seiner Haushälterin, hat eine eigene Ernährungs- sowie Fitnessberaterin. Sein Tagesablauf ist strukturiert. 
Eines Tages trifft ihn ein stechender Herzschmerz, er wird zum Notfall und sein Leben verändert sich. 
Wie es scheint, hatte Novak in seinem Luxus zwar professionelle Begleitung, aber keine Freunde. So fragt er sich, wen er im Angesicht des Todes anrufen soll. Von seiner Frau lebt er längst getrennt, er hat einen Sohn aus dieser Ehe, den er lange nicht gesehen hat. Nicht genug, dass seine Gesundheit auf dem Spiel steht, neben seinem Haus klafft eines Tages ein riesiger Krater. Sein Leben bewegt sich, es fängt an, ungewöhnlich zu werden. Richard Novak handelt und er trifft auf Menschen. Er nimmt die Tipps seiner Umwelt an, geht Schritt für Schritt hinaus. Er kümmert sich um ein Pferd, das in den Krater neben seinem Haus fällt und lernt dabei seinen Nachbarn, einen Filmstar, kennen. Langsam beginnt sein Weg aus der Anonymität und Richard gibt an andere weiter, was er kann. In einer Donutbude trifft er auf Anhil, einen Einwanderer. Er trifft auf glückliche Menschen. Mit seinem guten Willen zu helfen findet er aber längst nicht immer Verständnis. Als er die Sehnsucht nach seiner verlassenen Familie spürt, sucht er den Kontakt zu seinem Sohn. Als Vater, der vor Jahren von heute auf morgen Ehe und Familie verlassen hatte, schießt er mit seinem plötzlichen Interesse an dem gerade erwachsen werdenden Sohn über das Ziel hinaus. Aber Richard Novak gibt nicht auf.

## Erzählweise
Homes schreibt aus der Perspektive von Richard Novak. Richard denkt analytisch, sucht sein Ziel. Da er die menschliche Perspektive verloren hat, muss er die Welt neu sehen lernen. Die Autorin vermittelt ein Bild von der Gesellschaft in Los Angeles, indem sie ohne Wertung die Verhaltensweisen, Essgewohnheiten und Abhängigkeiten der Bewohner der Stadt beschreibt. So lässt sie auch Richard nichts befremdlich finden, er nimmt alles hin, indem er etwa widerstandslos der Empfehlung seines Arztes folgt und sich auf eine psychologische Schmerztherapie bei einem Guru einlässt.

## Deutung
Der Buchtitel deutet in den Bereich der Lebenshilfe-Literatur. Tatsächlich wird jedoch die Midlife Crisis eines Mannes beschrieben, der entdeckt, dass sein Leben zwar strukturiert und umsorgt, aber freud- und freundlos geworden ist.

## Rezeption
Die in den USA zu den bekanntesten Schriftstellerinnen gehörende A. M. Homes ist im deutschsprachigen Raum fast unbekannt. Das deutsche Feuilleton hat den Roman weitgehend positiv, aber mit kritischen Anmerkungen aufgenommen.

„Aber täuschen lassen darf man sich eben auf keinen Fall von der Leichtigkeit der Homesschen Prosa. Sie ist das Werk der unbestechlichen Chronistin. Ganz besonders gilt das für die so ungewohnt heitere Grundstimmung im neuesten Werk. »L.A. begegnet einem als makellose Oberfläche«, sagt die Autorin, »als ein bleiches unbeschriebenes Blatt. Das macht die Stadt so faszinierend und gleichzeitig so furchteinflößend. Das Seltsame ist, dass einem alle Bewohner sagen, sie schätzten die Stadt wegen des Wetters. Für mich hat das Wetter in L.A. aber eher biblische Dimensionen: Es regnet in Strömen, es gibt Flutkatastrophen, Waldbrände, Schlammlawinen, von Zeit zu Zeit verschluckt die Erde sogar irgendetwas – aber alle sagen: ›Wir lieben das wunderbare Wetter hier.‹« [...] Die gute Laune in A. M. Homes’ neuem Roman zeigt am Ende weniger einen Ausweg als das wahre Ausmaß der Katastrophe.“

Kritischer beurteilt Kai Wiegandt (SZ vom 20. März 2007) das Werk. Trotz positiver Wertung der satirischen Attacken auf L.A. ist ihm das Werk zu sehr Drehbuch für die bereits geplante Hollywood-Verfilmung.

„Die Story „Emotionsloses Ekel mausert sich zu prima Kerl und krempelt sein Leben um“ gibt es in zahllosen Büchern zu lesen und im Kino alle Monate zu sehen, zuletzt in dem Film „Stranger than Fiction“.“

Edo Reents erinnert der Titel Dieses Buch wird Ihr Leben retten (FAZ vom 9. März 2007) an Gustave Flauberts Die Erziehung des Herzens. Anders als Flaubert richte sich das Erziehungsprojekt von A. M. Homes auf die Sorgen des modernen Großstadtmenschen, auf Gesundheitsprobleme, Isolation und Alltagsnervigkeiten. 

„Im Buch geht das so: Richard bestellt in einer Bar einen Wodka Martini. Der Keeper fragt: „trocken, dirty, mit Zitronenzeste, Olive, Perlzwiebel, pikant gefülltem Champignon?“ Es liegt auf der Hand, dass man darüber sofort verzweifelt wird. Richard sagt: „Pur. Pur und rein, ohne dass was drin herumschwimmt.“ Der Keeper lässt nicht locker: „Und welchen Wodka?“ Richard streckt die Waffen: „Sie entscheiden. Was Sie selbst trinken würden.“ Wieviel Lebenszeit mag mit dergleichen wohl vergeudet werden? Für den Einzelnen doch sicher so viel, wie man braucht, um ein so dickes Buch wie dieses zu lesen oder sogar zu schreiben.“